# Kur
Kur és una paraula sumèria que inicialment volia dir 'la terra de muntanyes' i es referia a les muntanyes de Zagros a l'est de Sumèria. El nom era representat per una muntanya; també volia dir 'terra estrangera'. Kur era emprat de vegades per dir «la terra» (encara que el nom adequat era "ki") i Sumèria s'anomenava Kur-gal o «Gran terra» o «Gran Muntanya».
Una segona accepció de la paraula designava un dimoni monstruós que habitava el «món dels morts», i per extensió, personificava el mateix inframón, també anomenat Irkalla. En aquest món hi habitaven diverses deïtats entre les quals destacaven: Ereixkigal i el seu marit Gugalanna i Nergal, el déu de la guerra i de la pestilència. El déu principal sumeri, Enlil, hi va ser enviat per exiliar-lo, acusat de violació. Aquest inframón es confon amb Irkalla, el lloc des d'on no hi ha cap retorn.
Alguns dels grans personatges que habitaven Kur van ser:
- Namtar, el destí, dimoni de la mort, responsable de les malalties i dels paràsits.
- Ningishzida, un déu que es feia present al món dels humans en forma d'arbre.
- Dumuzi, que va baixar a l'infern i coneixia de prop la mort i podia regular la vida.
- Pazuzu, el rei dels dimonis del vent.
- Gallu, set dimonis que portaven les ànimes a l'inframón.
- Neti, cap dels guardians.
- Dimpemekug, a qui era costum oferir regals.
- Labartu, un dimoni femení especialment maligne i molt temut.